# Цуканов, Алексей Алексеевич
Алексей Алексеевич Цуканов (27 июля 1915, дер. Вандакурово, Томская губерния — 9 января 1988, Новосибирск) — советский военнослужащий, участник Великой Отечественной войны, полный кавалер ордена Славы, командир пулемётного расчёта 510-го стрелкового полка, 154-й стрелковой дивизии, старший сержант — на момент представления к награждению орденом Славы 1-й степени.

## Биография
Родился 27 июля 1915 года в деревне Вандакурово (ныне Колыванского района Новосибирской области). Был председателем сельсовета.
В 1939 году был призван в Красную Армию. Службу проходил на Дальнем Востоке, окончил полковую школу младших командиров.
В боях Великую Отечественную войны с сентября 1942 года. Воевал на Западном фронте, в 1943 году был ранен. После госпиталя был направлен в 267-ю стрелковую дивизию. Отличился в боях за освобождение Крыма.
В апреле 1944 года 846-й стрелковый полк 267-й стрелковой дивизии, входившей в состав 4-го Украинского фронта, наступал с Сивашского плацдарма на каранкинском направлении. В районе деревни Каранкино группа разведчиков во главе с сержантом Цукановым проникла в тыл противника, разведала систему его обороны и захватила в плен офицера-связиста. От него получили все сведения об обороне, в том числе и о расположении артиллерийских позиций. Доставив пленного в штаб, Цуканов с разведчиками пробрался в район огневых позиций противника, гранатами и автоматным огнём вывел из строя батарею. Разведчики уничтожили около трёх десятков противников, восемнадцать взяли в плен и благополучно возвратились к своим.
Приказом 267-й стрелковой дивизии № 30/н от 10 мая 1944 года сержант Цуканов А. А. награждён орденом Славы 3-й степени.
Наступление успешно развивалось. Во время штурма Севастополя сержант со своим отделением шёл в первых рядах атакующих. 8 мая 1944 года в бою за хутор Дергачи в 2 км от города Севастополь Цуканов одним из первых ворвался в траншею противника и в короткой схватке сразил 5-х и захватил в плен 4-х противников. В последующих боях за Севастополь разведчики во главе с Цукановым проникали в промежутки боевых порядков противника, наносили ему дерзкие удары с тыла.
Приказом 267-й стрелковой дивизии № 40/н от 23 мая 1944 года сержант Цуканов А. А. награждён орденом Славы 3-й степени.
После завершения освобождения Крыма 267-я стрелковая дивизия в составе войск 63-го стрелкового корпуса 51-й армии была переброшена на 1-й Прибалтийский фронт. В боях под Шяуляем Цуканов получил серьёзное ранение.
Приказом 267-й стрелковой дивизии № 48/н от 4 августа 1944 года сержант Цуканов А. А. награждён орденом Красной Звезды.
До конца 1944 года Цуканов пролежал в госпитале. После выздоровления в свою часть попасть не удалось. Был направлен в 510-й стрелковый полк 154-й стрелковой дивизии на должность командира пулемётного расчёта. Дивизия в это время в составе 2-й гвардейской армии вела бои в Восточной Пруссии.
22 января 1945 года в бою в районе населённого пункта Жесбен в то время, когда стрелковые подразделения вели фронтальный бой с врагом, старший сержант Цуканов с расчётом скрытно пробрался в тыл противника и из пулемёта поразил расчёты 3-х огневых точек. Враг, лишившись огневой поддержки, дрогнул, стрелковые подразделения тотчас же овладели высотами.
Приказом по войскам 2-й гвардейской армии № 23/н от 22 февраля 1945 года за смелые, инициативные действия в бою старший сержант Цуканов Алексей Алексеевич награждён орденом Славы 2-й степени.
Под Кёнигсбергом сопротивление противников ещё более возросло. Они часто переходили в контратаки и держались на занимаемых рубежах до последней возможности.
6 марта 1945 года в бою за населённый пункт Штольценберг 510-й стрелковый полк встретил особенно сильное сопротивление. Старший сержант Цуканов, выдвинувшись со своим расчётом на фланг, метким огнём заставил замолчать два станковых пулемёта и орудие, бившее по нашим наступающим прямой наводкой. Затем, воспользовавшись замешательством врага, вместе с товарищами ворвался во вражескую траншею, зашёл гитлеровцам в тыл и открыл губительный огонь. Сопротивление врага было сломлено. В этом бою Цуканов уничтожил около двух десятков противников, две огневые точки, захватил исправную пушку и взял в плен шестерых фашистов.
На следующий день, 7 марта, в уличном бою гранатой уничтожил вражеский пулемёт в окне двухэтажного дома. Затем, установив там свой пулемёт, поддерживал наступление стрелковых подразделений. Был снова ранен, но остался в строю и продолжал выполнять задачу. Только с наступлением темноты, когда полк полностью выполнил боевую задачу, Цуканова отправили в госпиталь.
Указом Президиума Верховного Совета СССР от 19 апреля 1945 года за образцовое выполнение заданий командования в боях с немецко-вражескими захватчиками старший сержант Цуканов Алексей Алексеевич награждён орденом Славы 1-й степени. Стал полным кавалером ордена Славы.
В 1946 году был демобилизован. Возвратившись в родное село, работал на ферме, был гуртоправом, лесником, конюхом, пчеловодом. Последние годы жил в городе Новосибирск. Скончался 9 января 1988 года. Похоронен на Заельцовском кладбище в Новосибирске.
Награждён орденами Отечественной войны 1-й степени, Красной Звезды, Славы 3-х степеней, медалями.